# Mislav de Croacia
Mislav (en latín: Muisclavo) fue duque (en croata: knez) del principado de Dalmacia aproximadamente desde el 835 hasta su muerte en torno al 845.
Se sabe que Mislav fue duque de la Croacia dálmata tras Vladislav. Gobernó desde Klis, en el centro de Dalmacia, pues fijó su residencia en el castillo de Klis. Fue un señor piadoso: construyó la iglesia de San Jorge en Putalj (en las laderas del cerro Kozjak). El moderno Kaštel Sućurac debe su nombre al pueblo de Sv. Jure (San Jorge), que a su vez tomó el nombre de dicha iglesia.
Se sabe muy poco sobre el gobierno de Mislav. Se lo conoce principalmente por firmar un tratado con Pietro Tradonico, dux de la República de Venecia, en 839, que facilitó el crecimiento del poderío marítimo croata. Mantuvo buenas relaciones con las ciudades costeras vecinas de la Dalmacia bizantina, a diferencia de su predecesor, lo que también coadyuvó al crecimiento de la marina croata, ya que Mislav tomó como modelo de sus navíos los de los narentinos y venecianos.
A su muerte en torno al 845, le sucedió Trpimir I, del que se desconoce si tenía algún parentesco con su predecesor.